# 8109 Danielwilliam
8109 Danielwilliam eller 1995 DU1 är en asteroid i huvudbältet som upptäcktes 25 februari 1995 av den amerikanske astronomen Carl W. Hergenrother vid Catalina Station. Den är uppkallad efter upptäckarens son, Daniel W. Hergenrotherr.
Asteroiden har en diameter på ungefär 4 kilometer och den tillhör asteroidgruppen Phocaea.